# Tom Dice
Tom Dice, pseudoniem van Tom Eeckhout (Eeklo, 25 november 1989), is een Belgische singer-songwriter.
In juni 2009 werd zijn debuutsingle Bleeding Love uitgebracht, een cover van Leona Lewis. Na enkele maanden stilte werd Dice in november 2009 voorgesteld als vertegenwoordiger van België op het Eurovisiesongfestival in Oslo. Als eerste Belgische act sinds 2004 haalde hij de finale, en wist met Me and My Guitar uiteindelijk zesde te worden.
In april 2010 verscheen zijn debuutalbum, Teardrops, dat de gouden status bereikte.

## Levensloop en carrière

### Jeugd en "The Dice"
Tom Eeckhout begon met zingen bij het koor van basisschool Sint-Jozef. Het zingen zat al in de familie, aangezien zijn moeder, haar twee zussen en zijn vader ook actief zijn of waren met zingen. Van zijn achtste tot elfde volgde hij gitaarlessen; oorspronkelijk wilde hij trompet leren spelen. Ook daarna bleef hij muziek maken; hij schreef op zijn twaalfde zijn eerste nummer. Toen hij vijftien was, herontdekte hij de gitaar, en niet lang daarna voegde hij zich bij de band "The Dice". Vanaf dat moment hanteerde Eeckhout de naam Tom Dice als zijn artiestennaam. Bij "The Dice" deed hij ervaring op als artiest en performer maar ook als songwriter en componist. Hij wordt naar eigen zeggen beïnvloed door artiesten als Gavin DeGraw, Taylor Swift, Tyler Hilton, Damien Rice, The Kooks, Matthew Bellamy van Muse, Placebo en System Of A Down. Dice gaf namens de groep een demo aan Peter Van de Veire na een uitzending van De Provincieshow. Van de Veire vond het "weinig bijzonder" en raadde de groep aan om vooral te blijven oefenen.

### 2008-2009:X Factoren debuutalbum
Eeckhout schreef zich begin 2008 in voor het tweede seizoen van X Factor, op aandringen van zijn klasgenoten. Zelf was hij ook nieuwsgierig wat de jury van zijn stem zou vinden, omdat hij in zijn woonplaats altijd positieve reacties kreeg. Hij zegt geschrokken te zijn hoeveel lof hij van de jury kreeg. Hij kwam door de voorrondes en kreeg uiteindelijk Praga Khan-muzikant Maurice Engelen als coach. Hij doorstond de finalerondes en werd uiteindelijk tweede, na Dirk De Smet. Na X Factor tekende Eeckhout als eerste artiest bij het nieuwe label SonicAngel. Eind juni 2009 bracht Eeckhout zijn eerste single uit, en dit onder zijn artiestennaam Tom Dice. Het betrof Bleeding Love – een akoestische cover van het origineel van Leona Lewis – dat hij eerder had gebracht tijdens een liveshow van X Factor. De single werd met een top-10 notering in de Ultratop niet alleen een succes in eigen land, maar deed het ook goed in Polen. Dankzij het succes van deze single werd hij in september 2009 genomineerd voor een TMF Award in de categorie Beste Jonge Artiest.
Ondertussen werd er achter de schermen gewerkt aan zijn debuutalbum, dat oorspronkelijk werd voorzien voor oktober 2009, maar vertraging opliep omdat Dice in gesprek was met de VRT voor een eventuele deelname aan het Eurovisiesongfestival.

### Eurovisiesongfestival 2010
Op 25 november 2009 werd bekendgemaakt dat Eeckhout als Tom Dice België in 2010 zou gaan vertegenwoordigen op het Eurovisiesongfestival in Oslo. Hij werd door de VRT intern aangewezen als kandidaat na een selectieprocedure die was opgestart door een werkgroep van diezelfde openbare omroep. Daarmee werd gebroken met de sinds jaren in de internationale competitie allesbehalve succesrijke verkiezingsformule. De reacties uit de Vlaamse muziekwereld waren sterk verdeeld. Sommigen noemden Dice "volstrekt kansloos", een volgens de VRT nogal voorbarige conclusie aangezien Dice op dat moment nog geen noot gezongen had. Op 7 maart 2010 werden Dice en zijn nummer Me and My Guitar, een nummer dat Dice schreef in samenwerking met Jeroen Swinnen en Ashley Hicklin, aan het publiek voorgesteld in Eurosong 2010: Een song voor Tom Dice. Er kwam kritiek op zijn outfit, maar uiteindelijk zou Dice met een andere outfit naar het Songfestival gaan.
Hij stond op 25 mei in de eerste halve finale, die hij als eerste Belgische kandidaat sinds 2004 wist te overleven. Hij ging door naar de finale op 29 mei, waar hij uiteindelijk als zesde eindigde. Na de finale werd bekendgemaakt dat Dice de eerste halve finale had gewonnen. Deze uitslag volgt op overwegend positieve reacties van de buitenlandse media en hoge verwachtingen bij bookmakers. Uit de uitgebreide resultaten bleek dat Dice zowel in de halve finale als de finale scoorde bij de jury. In de halve finale eindigde hij op een derde plaats door televoting en op de eerste plaats door de jurystemming. In de finale stond hij respectievelijk op de veertiende en de tweede plaats.
Terugkijkend zegt Dice geen spijt te hebben van zijn deelname aan het Songfestival, die goed geweest is voor de "exposure", maar Tom is vastbesloten om niet meer aan programma's als Eurosong of X Factor mee te doen, omdat hij nu serieus met zijn muziek wil verdergaan. Op 9 juni werd bekendgemaakt dat Dice een gouden plaat heeft ontvangen voor Me and My Guitar. Daarnaast heeft de song zowel in België alsook ver daarbuiten succes in de hitlijsten. Opvallend: de deelname van Dice gaf voor de 3JS de doorslag om voor Nederland in 2011 naar het Eurovisiesongfestival te gaan. Ze noemen hierbij vooral "het liedje dat hij bracht en de kwaliteit ervan", dat veel heeft losgemaakt in de media. Eerder had de groep bezwaren tegen een deelname vanwege "de vriendjespolitiek van de Oostbloklanden" en "het doorslaggevend belang van de act in plaats van het lied", iets dat Dice met zijn deelname zou hebben weerlegd.

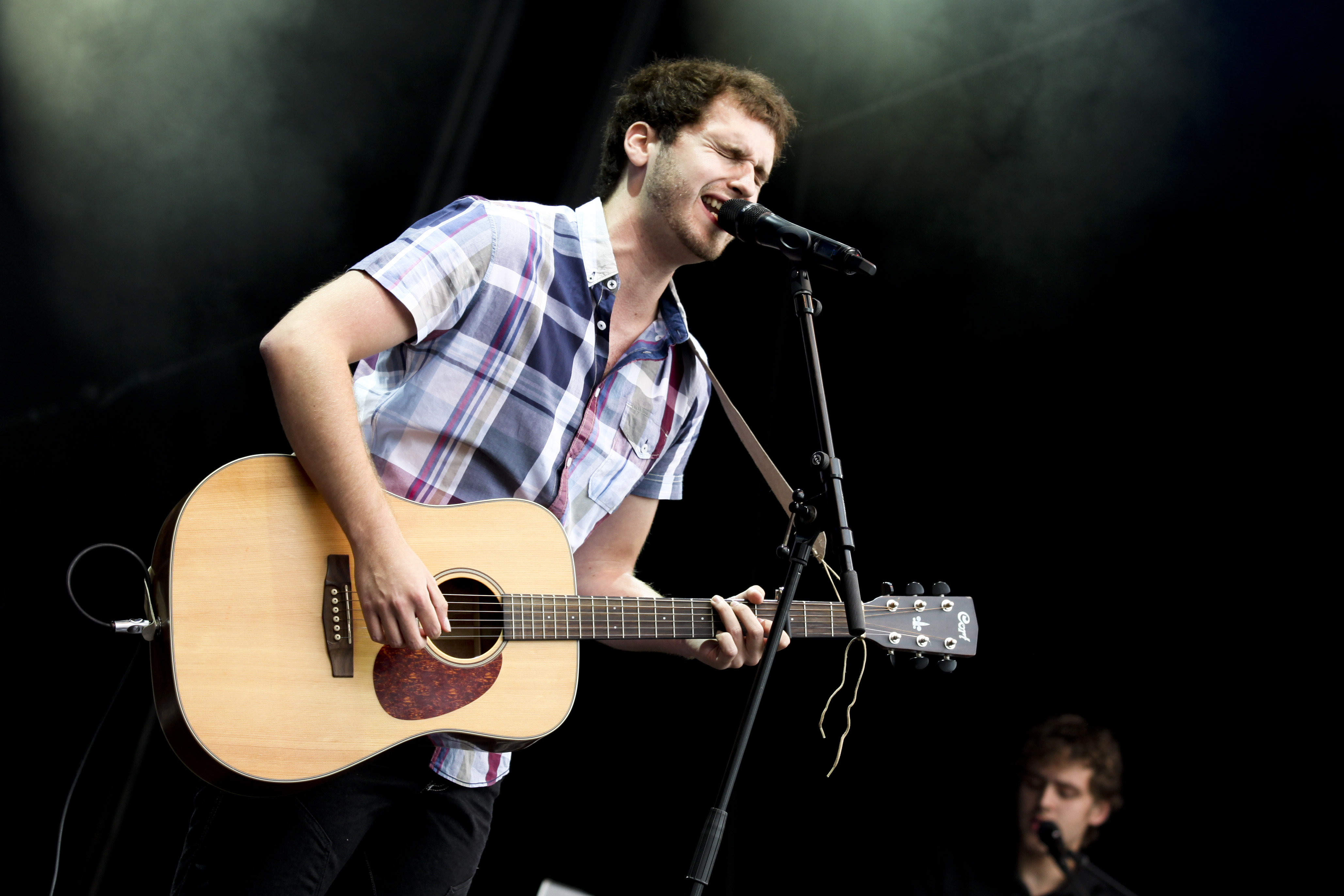
Tom Dice tijdens een optreden op de Gentse Feesten in 2010

### 2009-2013:Teardrops
Al voordat er sprake was van een deelname aan het Eurovisiesongfestival werd er achter de schermen gewerkt aan het debuutalbum. Hiervoor werkte Dice opnieuw samen met Maurice Engelen, zijn coach bij X Factor. Eeckhout zegt blij te zijn dat hij X Factor niet gewonnen heeft, omdat hij anders niet zijn eigen ding had kunnen doen. Hij wijst hierbij op de geringe airplay en verkoop voor de twee acts die een contract wisten te bemachtigen bij Sony BMG. Ook rond Dice is het enige tijd stil geweest, maar hij beschouwt dit zelf als een periode waarin hij in alle rust en in het gezelschap van zijn eigen entourage heeft kunnen werken aan zijn eerste full-cd. Hij wilde zich niet laten opjagen, omdat hij geen album wilde maken dat binnen een korte tijd in elkaar is gezet en vol staat met "slecht opgenomen covers". De opnames voor het album duurden uiteindelijk zes maanden, naar eigen zeggen omdat hij "een echte perfectionist" is en alleen een product uit handen geeft "wanneer ik er voor de volle honderd procent achter sta".
Reeds vóór het Eurovisiesongfestival werd bevestigd dat er wel degelijk een album in de maak was. Oorspronkelijk dacht men dat het niet vóór het liedjesfestijn zou worden uitgebracht. Echter, begin april 2010 werd bekendgemaakt dat nog die maand het album Teardrops zou verschijnen. Dice zou het op 29 april exclusief voorstellen tijdens een besloten Free Record Shop-session in Wilrijk; een dag later werd het album officieel uitgebracht. Op 23 juni 2010 gaf Dice zijn eerste grote optreden in Nederland, namelijk in Paradiso. Verder werd er een internationale promotour gepland door Duitsland, Oostenrijk en Zwitserland, gevolgd door een clubtour door Nederland. Verder is er ook interesse vanuit Scandinavië, Ierland, Verenigd Koninkrijk, Frankrijk en Griekenland.
Het album heeft inmiddels de gouden status bereikt, en is naast België verkrijgbaar in Nederland, Duitsland en Frankrijk. Singles uit het album waren achtereenvolgens Me and My Guitar en Lucy, en ook Dice's debuutsingle Bleeding Love staat op het album. Dice noemde Broken als vierde single. De videoclips voor Me and My Guitar en Lucy werden rond dezelfde tijd opgenomen in Los Angeles. Dice zelf zegt erg trots op zijn album te zijn, aangezien hij tien van de dertien nummers zelf schreef. Verder bestaat de tracklist uit één cover (Bleeding Love) en twee samenwerkingen met andere artiesten (Me and My Guitar met Johan Swinnen en Ashley Hicklin, Lucy met Tom Helsen). Inspiratie voor zijn nummers haalt hij uit het dagelijks leven en dingen die hij meekrijgt van vrienden en kennissen. Hij noemt Teardrops een "gevoelig album (...) met een herkenbare, dieper liggende boodschap".
In november kwam A Thousand Years uit. De single werd meteen internationaal uitgebracht, onder meer in Duitsland. Ter promotie toert Dice opnieuw door Duitsland; de geplande tour in Nederland wordt uitgesteld tot februari 2011. De single geldt als een voorbode voor de release van de limited edition van Teardrops. Op dit herziene album staan drie nieuwe tracks, Questions & Scars, de single A Thousand Years en de akoestische versie van Bleeding Love, die zal worden uitgebracht als single in Frankrijk.
Dice volgde enige tijd pianoles, omdat "een piano zich ook perfect leent voor ballads". Verder noemde hij als toekomstdromen het spelen op Pinkpop, Lowlands, Rock Werchter en Pukkelpop. Daarnaast wilde hij een duet opnemen met zijn idool John Mayer.
In maart 2011 was Dice de openingsact voor de Amerikaanse countryster Taylor Swift in Nederland en België. Een gitaar van hem werd toen gesigneerd door bandlid Grant Mickelson.
Voor de Music Industry Awards 2012 was Dice genomineerd in de categorieën beste mannelijke soloartiest en beste popartiest. Hij trad op met het nummer Out at sea in de rechtstreekse show voor de uitreiking op 8 december 2012.
Na de zomerfestivals van 2013 laste Dice een sabbatjaar in.

### 2013-2018:I've come a long wayenBetter days
In 2016 bracht Dice het album I've come a long way uit, dat echter weinig succes opleverde. Anderhalf jaar later verscheen zijn vierde album Better days. Als voorloper op deze plaat werd in 2017 al de single Cannonball uitgebracht.
In 2018 stapte hij in de lokale politiek. Voor de lokale verkiezingen staat hij op de Groen-lijst in Eeklo, echter zonder ambitie om verkozen te raken.

### 2019-heden:The Starlings
Sinds 2019 vormt hij samen met Kato Callebaut The Starlings.
Onder die naam namen ze ook deel aan het nieuwe seizoen van het VTM-programma Liefde voor Muziek. Met deze formatie was hij in 2023 kandidaat in Eurosong om België te vertegenwoordigen op het Eurovisiesongfestival 2023.

## Discografie

### Albums
| Album met hitnotering(en) in de Vlaamse Ultratop 200 albums | Datum van verschijnen | Datum van binnenkomst | Hoogste positie | Aantal weken | Opmerkingen |
| ----------------------------------------------------------- | --------------------- | --------------------- | --------------- | ------------ | ----------- |
| Teardrops                                                   | 30-04-2010            | 08-05-2010            | 1(2wk)          | 28           | Goud        |
| Heart for Sale                                              | 03-05-2012            | 12-05-2012            | 11              | 27           |             |
| I've Come a Long Way                                        | 28-10-2016            | 05-11-2016            | 39              | 4            |             |
| Better Days                                                 | 23-03-2018            | 31-03-2018            | 15              | 9            |             |

### Singles
| Single met eventuele hitnotering(en) in de Nederlandse Top 40 | Datum van verschijnen | Datum van binnenkomst | Hoogste positie | Aantal weken | Opmerkingen                                    |
| ------------------------------------------------------------- | --------------------- | --------------------- | --------------- | ------------ | ---------------------------------------------- |
| Me and My Guitar                                              | 13-03-2010            | -                     |                 |              | Nr. 30 in de Single Top 100                    |
| Sunlight                                                      | 12-09-2011            | 17-12-2011            | tip13           | -            | met DJ Antoine / Nr. 93 in de Single Top 100   |
| Il nous faut                                                  | 2012                  | -                     |                 |              | met Elisa Tovati / Nr. 76 in de Single Top 100 |

| Single met hitnotering(en) in de Vlaamse Ultratop 50 | Datum van verschijnen | Datum van binnenkomst | Hoogste positie | Aantal weken | Opmerkingen                                            |
| ---------------------------------------------------- | --------------------- | --------------------- | --------------- | ------------ | ------------------------------------------------------ |
| Bleeding Love                                        | 26-06-2009            | 18-07-2009            | 7               | 14           | Nr. 9 in de Radio 2 Top 30                             |
| Me and My Guitar                                     | 12-03-2010            | 20-03-2010            | 1(3wk)          | 24           | Inzending ESF 2010 / Nr. 1 in de Radio 2 Top 30 / Goud |
| Lucy                                                 | 13-08-2010            | 28-08-2010            | 21              | 8            | Nr. 2 in de Radio 2 Top 30                             |
| A Thousand Years                                     | 23-11-2010            | 15-01-2011            | 44              | 1            | Nr. 4 in de Radio 2 Top 30                             |
| Il nous faut                                         | 20-06-2011            | 23-07-2011            | 1(1wk)          | 18           | met Elisa Tovati / Nr. 1 in de Radio 2 Top 30 / Goud   |
| Sunlight                                             | 12-09-2011            | 15-10-2011            | 8               | 16           | met DJ Antoine                                         |
| Utopia                                               | 27-02-2012            | 24-03-2012            | 21              | 6            | Nr. 11 in de Radio 2 Top 30                            |
| Out at Sea                                           | 30-04-2012            | 28-07-2012            | 26              | 6            | Nr. 11 in de Radio 2 Top 30                            |
| Drive me to Paris                                    | 08-10-2012            | 20-10-2012            | tip10           | -            | Nr. 15 in de Radio 2 Top 30                            |
| Let Me in                                            | 18-03-2013            | 13-04-2013            | tip7            | -            |                                                        |
| Breaking Up Slowly                                   | 09-09-2013            | 28-09-2013            | tip38           | -            | met Kato                                               |
| Right between the Eyes                               | 29-01-2016            | 06-02-2016            | tip35           | -            |                                                        |
| Hey There Sister                                     | 16-09-2016            | 24-09-2016            | tip17           | -            | met Lize Feryn                                         |
| Crossroads                                           | 16-01-2017            | 28-01-2017            | tip             | -            |                                                        |
| Cannonball                                           | 20-10-2017            | 28-10-2017            | tip12           | -            |                                                        |
| Better Days                                          | 02-03-2018            | 10-03-2018            | tip25           | -            |                                                        |
| All Night Long                                       | 02-03-2018            | 21-04-2018            | tip46           | -            |                                                        |

## Nominaties en prijzen
| Jaar | Evenement        | Categorie                                    | Resultaat   | Bron          |
| ---- | ---------------- | -------------------------------------------- | ----------- | ------------- |
| 2009 | TMF Awards       | Beste Jonge Artiest                          | Genomineerd | [ 9 ]         |
| 2010 | Radio 2 Zomerhit | Beste Videoclip, Me and My Guitar            | Genomineerd | [ 53 ]        |
| 2010 | Radio 2 Zomerhit | Beste Performance (op Eurovisiesongfestival) | Gewonnen    | [ 53 ] [ 54 ] |
| 2010 | Radio 2 Zomerhit | Beste Doorbraak                              | Gewonnen    | [ 53 ] [ 55 ] |
| 2010 | Radio 2 Zomerhit | Zomerhit, Me and My Guitar                   | Genomineerd | [ 53 ]        |
| 2011 | MIA's            | Pop                                          | Genomineerd | [ 56 ]        |
| 2011 | MIA's            | Soloartiest Man                              | Genomineerd | [ 56 ]        |
| 2011 | MIA's            | Doorbraak                                    | Genomineerd | [ 56 ]        |
| 2011 | MIA's            | Hit van het jaar, Me and My Guitar           | Genomineerd | [ 57 ]        |

## Persoonlijk
Tom Eeckhout werd geboren in Eeklo en heeft drie broers.
Sinds 2018 vormt hij een koppel met Kato Callebaut. Ze trouwden in 2021 en kregen in 2023 een dochter.